# (8787) Ignatenko
(8787) Ignatenko est un astéroïde de la ceinture principale.

## Description
(8787) Ignatenko est un astéroïde de la ceinture principale. Il fut découvert le 4 octobre 1978 à Naoutchnyï par Tamara Smirnova. Il présente une orbite caractérisée par un demi-grand axe de 3,15 UA, une excentricité de 0,16 et une inclinaison de 10,6° par rapport à l'écliptique.

## Compléments